# Harrison Tasher
Harrison Tasher (* 5. Januar 1985) ist ein belizischer Fußballspieler im Mittelfeld. Derzeit spielt er beim belizischen Erstligisten Wagiya FC. Er bestritt bisher mindestens ein Länderspiele für die Fußballnationalmannschaft von Belize.